# Buckinghamspitze
Buckinghamspitze är en bergstopp i Antarktis. Den ligger i Östantarktis. Nya Zeeland gör anspråk på området. Toppen på Buckinghamspitze är 650 meter över havet, eller 78 meter över den omgivande terrängen. Bredden vid basen är 1,1 km.
Terrängen runt Buckinghamspitze är varierad. Trakten är obefolkad. Det finns inga samhällen i närheten.